# Bisdom Albany
Het bisdom Albany (Latijn: Dioecesis Albanensis) is een rooms-katholiek bisdom met als zetel Albany, hoofdstad van de Amerikaanse staat New York. Het bisdom is suffragaan aan het aartsbisdom New York. 

## Geschiedenis
Het bisdom werd opgericht op 23 april 1847, uit delen van het bisdom New York, en was suffragaan aan het aartsbisdom Baltimore. Op 19 juli 1850 veranderde het van kerkprovincie en werd suffragaan aan het nieuw verheven aartsbisdom New York. 
Het verloor het gebied bij de oprichting van de bisdommen Ogdensburg (1872) en Syracuse (1886). 
Howard J. Hubbard, bisschop van Albany tussen 1977 en 2014, gaf tijdens een gerechtelijk onderzoek toe dat hij beschuldigingen van seksueel misbruik van minderjarigen door geestelijken in de doofpot stopte om de reputatie van het bisdom te beschermen.

## Parochies
Het bisdom had in 2022 een oppervlakte van 26.985 km2 en telde 1.400.000 inwoners waarvan 22,6% rooms-katholiek was.

## Bisschoppen
- John McCloskey (21 mei 1847 - 6 mei 1864; kardinaal in 1875)
- John Joseph Conroy (7 juli 1865 - 12 oktober 1877)
- Francis McNeirny (12 oktober 1877 - 2 januari 1894; coadjutor sinds 22 december 1871)
- Thomas Martin Aloysius Burke (11 mei 1894 - 20 januari 1915)
- Thomas Francis Cusack (5 juli 1915 - 12 juli 1918)
- Edmund Francis Gibbons (10 maart 1919 - 10 november 1954)
- William Aloysius Scully (10 november 1954 - 5 januari 1969; coadjutor sinds 21 augustus 1945)
  - Edward Joseph Maginn (hulpbisschop: 27 juni 1957 - 8 juli 1972; apostolisch administrator: januari 1966 - 10 mei 1969)
- Edwin Bernard Broderick (13 maart 1969 - 3 juni 1976)
- Howard James Hubbard (1 februari 1977 - 11 februari 2014)
- Edward Bernard Scharfenberger (11 februari 2014 - heden)

## Galerij van afbeeldingen

Wapen van het bisdom
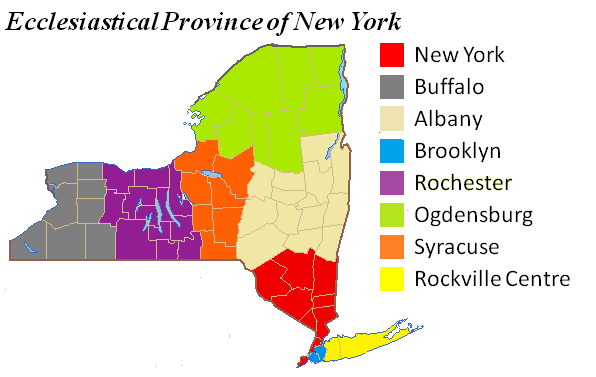
Kerkprovincie met aartsbisdom en suffragane bisdommen
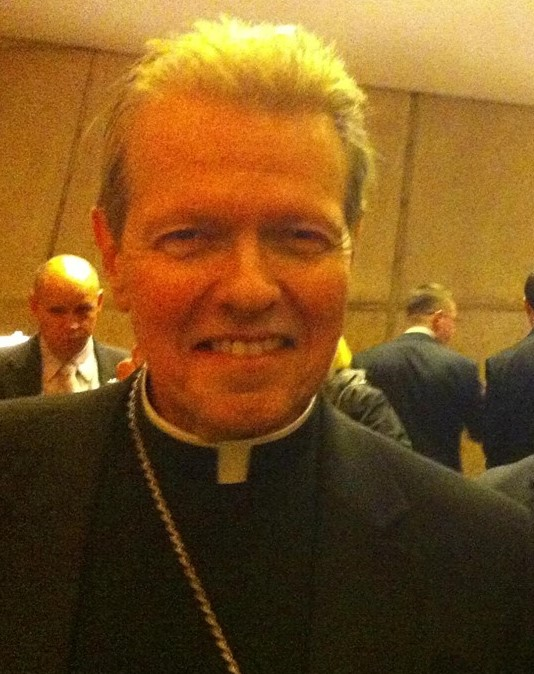
Bisschop Edward Bernard Scharfenberger (2014-heden)
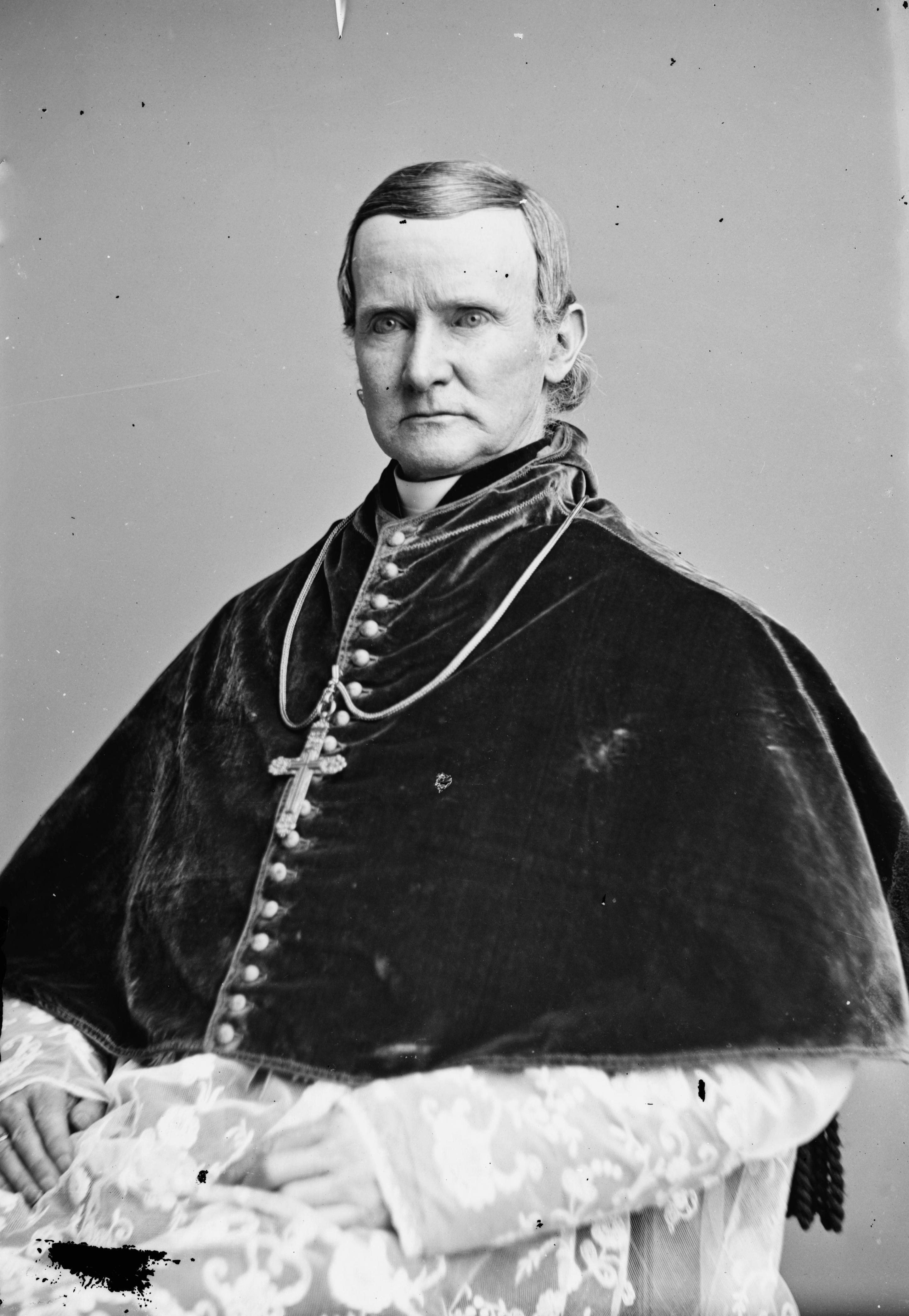
Bisschop John McCloskey (1847-1864), de eerste bisschop, kardinaal in 1875

New York (aartsbisdom) · Albany · Brooklyn · Buffalo · Ogdensburg · Rochester · Rockville Centre · Syracuse